# 浙江大学教育学院
浙江大学教育学院是浙江大学的一所学院，属于社会科学学部。现由教育学系、体育学系、教育领导与政策研究所、課程與學習科學系、现代教育技术中心、应用心理交叉学科研究中心、军事理论教研室组成。现任院长为徐小洲教授。

## 概况
曾在学院任教的著名人物有俞子夷、孟宪承、郑晓沧、庄泽宣、黄翼、沈有乾、陈立、王承绪、陈学恂、舒鸿、胡士煊等。
现有教职工138人，其中25名教授，41名副教授（副高职）。有28名兼职和客座教授，现有7名在站博士后；全日制在校生525人，其中博士生107人，硕士生115人，本科生303人。还有在读高校教师、教育和体育专业硕士共计557人。

## 重点学科
- 国家重点学科：教育史
- 浙江省重点学科：教育史、比较教育学、体育人文社会学
- 教育部高等学校本科特色专业：教育学
- 一级学科博士后流动站：教育学
- 2个一级学科博士点：教育学、体育学，涵盖教育史、比较教育学、高等教育学、教育学原理、课程与教学论、教育技术学、体育人文社会学7个二级学科博士点和11个硕士点
- 硕士专业学位点：教育博士(Ed.D)、教育硕士、体育
- 7个本科专业：教育学、公共事业管理、教育技术学、体育教育、运动训练学、民族传统体育、体育产业管理。[1]

## 研究机构
有以下研究机构：
- 教育部浙江大学基础教育课程研究中心
- 国家体育总局体育现代化发展研究中心
- 浙江大学思高教育研究中心
- 浙江大学体能测评与训导基地
- 亚洲教育研究中心
- 民办教育研究中心
- 蒙台梭利研究中心
- 职业与成人教育研究中心
- 中外教育现代化研究所
- 高等教育研究所
- 教育科学与技术研究所
- 体育科学与技术研究所
- 教育技术研究所
- 教育生态研究所
- 文琴学前教育研究所
- 联合国教科文组织亚太地区“教育革新为发展服务”（APEID）浙江大学联系中心
- 全球大学创新联盟亚太中心（GUNI-AP）秘书处
- 联合国教科文组织浙江大学创业教育教席